# 미쑤옌현
미쑤옌현(베트남어: Huyện Mỹ Xuyên / 縣美川)은 베트남 메콩강 삼각주 속짱성의 현이다.

## 행정 구역
미쑤옌현은 1시진, 10사를 관할하고 있다.

### 시사
- 미쑤옌 시사 (Thị trấn Mỹ Xuyên, 美川市鎭)

### 사
- 다이떰 사 (Xã Đại Tâm, 大心社)
- 자호아1 사 (Xã Gia Hòa 1, 嘉和一社)
- 자호아2 사 (Xã Gia Hòa 2, 嘉和二社)
- 호아뜨1 사 (Xã Hòa Tú 1, 和秀一社)
- 호아뜨2 사 (Xã Hòa Tú 2, 和秀二社)
- 응옥동 사 (Xã Ngọc Đông, 玉東社)
- 응옥또 사 (Xã Ngọc Tố, 玉素社)
- 탐돈 사 (Xã Tham Đôn, 貪敦社)
- 타인푸 사 (Xã Thạnh Phú, 盛富社)
- 타인꿔이 사 (Xã Thạnh Quới, 盛貴社)